# سیارک ۳۴۳۵
سیارک ۳۴۳۵ (به انگلیسی: 3435 Boury، نامگذاری:1981XC2) سه هزار و چهارصد و سی و پنجمین سیارک کشف شده‌است که در ۲ دسامبر ۱۹۸۱ کشف شد.
قدر مطلق سیارک برابر ۱۲٫۹۰ است.